# العلاقات السودانية الدومينيكية
العلاقات السودانية الدومينيكية هي العلاقات الثنائية التي تجمع بين السودان ودومينيكا.

## مقارنة بين البلدين
هذه مقارنة عامة ومرجعية للدولتين:
| وجه المقارنة                                              | السودان                     | دومينيكا              |
| --------------------------------------------------------- | --------------------------- | --------------------- |
| المساحة (كم2)                                             | 1.89 مليون                  | 751                   |
| عدد السكان (نسمة)                                         | 40.53 مليون                 | 73.92 ألف             |
| الكثافة السكانية (ن./كم²)                                 | 21.44                       | 9.84 ألف              |
| العاصمة                                                   | الخرطوم                     | روسو                  |
| اللغة الرسمية                                             | اللغة العربية، لغة إنجليزية | لغة إنجليزية          |
| العملة                                                    | جنيه سوداني                 | دولار شرق الكاريبي    |
| الناتج المحلي الإجمالي (بليون دولار)                      | 117.49 مليار                | 562.54 مليون          |
| الناتج المحلي الإجمالي (تعادل القوة الشرائية) بليون دولار | 176.55 مليار                | 789.63 مليون          |
| الناتج المحلي الإجمالي الاسمي للفرد دولار أمريكي          | 2.41 ألف                    | 7.12 ألف              |
| الناتج المحلي الإجمالي للفرد دولار أمريكي                 | 4.07 ألف                    | 10.88 ألف             |
| مؤشر التنمية البشرية                                      | 0.479                       | 0.724                 |
| رمز المكالمات الدولي                                      | +249                        | +1767                 |
| رمز الإنترنت                                              | سودان                       | .dm                   |
| المنطقة الزمنية                                           | ت ع م+03:00، ت ع م+02:00    | 00، توقيت أطلنطي موحد |

## منظمات دولية مشتركة
يشترك البلدان في عضوية مجموعة من المنظمات الدولية، منها:
| علم المنظمة | اسم المنظمة                                 | تاريخ انضمام السودان | تاريخ انضمام دومينيكا |
| ----------- | ------------------------------------------- | -------------------- | --------------------- |
|             | الاتحاد البريدي العالمي                     | ?                    | ?                     |
|             | يونسكو                                      | 26 نوفمبر 1956       | 9 يناير 1979          |
|             | البنك الدولي للإنشاء والتعمير               | 5 سبتمبر 1957        | 29 سبتمبر 1980        |
|             | وكالة ضمان الاستثمار متعدد الأطراف          | 7 نوفمبر 1991        | 7 أكتوبر 1991         |
|             | الاتحاد الدولي للاتصالات                    | 23 أكتوبر 1957       | 28 أكتوبر 1996        |
|             | منظمة الشرطة الجنائية الدولية               | ?                    | ?                     |
|             | مؤسسة التمويل الدولية                       | 21 أكتوبر 1960       | 29 سبتمبر 1980        |
|             | الأمم المتحدة                               | 12 نوفمبر 1956       | 18 ديسمبر 1978        |
|             | مجموعة دول أفريقيا والكاريبي والمحيط الهادئ | ?                    | ?                     |
|             | مؤسسة التنمية الدولية                       | 24 سبتمبر 1960       | 29 سبتمبر 1980        |
|             | منظمة حظر الأسلحة الكيميائية                | ?                    | ?                     |

## وصلات خارجية
- موقع وزارة الخارجية السودانية